# Старополь
Старополь (пол. Staropol) — село в Польщі, у гміні Санники Ґостинінського повіту Мазовецького воєводства.
Населення — 198 осіб (2011).
У 1975-1998 роках село належало до Плоцького воєводства.

## Демографія
Демографічна структура станом на 31 березня 2011 року:
|          | Загалом | Допрацездатний вік | Працездатний вік | Постпрацездатний вік |
| -------- | ------- | ------------------ | ---------------- | -------------------- |
| Чоловіки | 91      | 17                 | 64               | 10                   |
| Жінки    | 107     | 20                 | 62               | 25                   |
| Разом    | 198     | 37                 | 126              | 35                   |